# Museo Sartorio

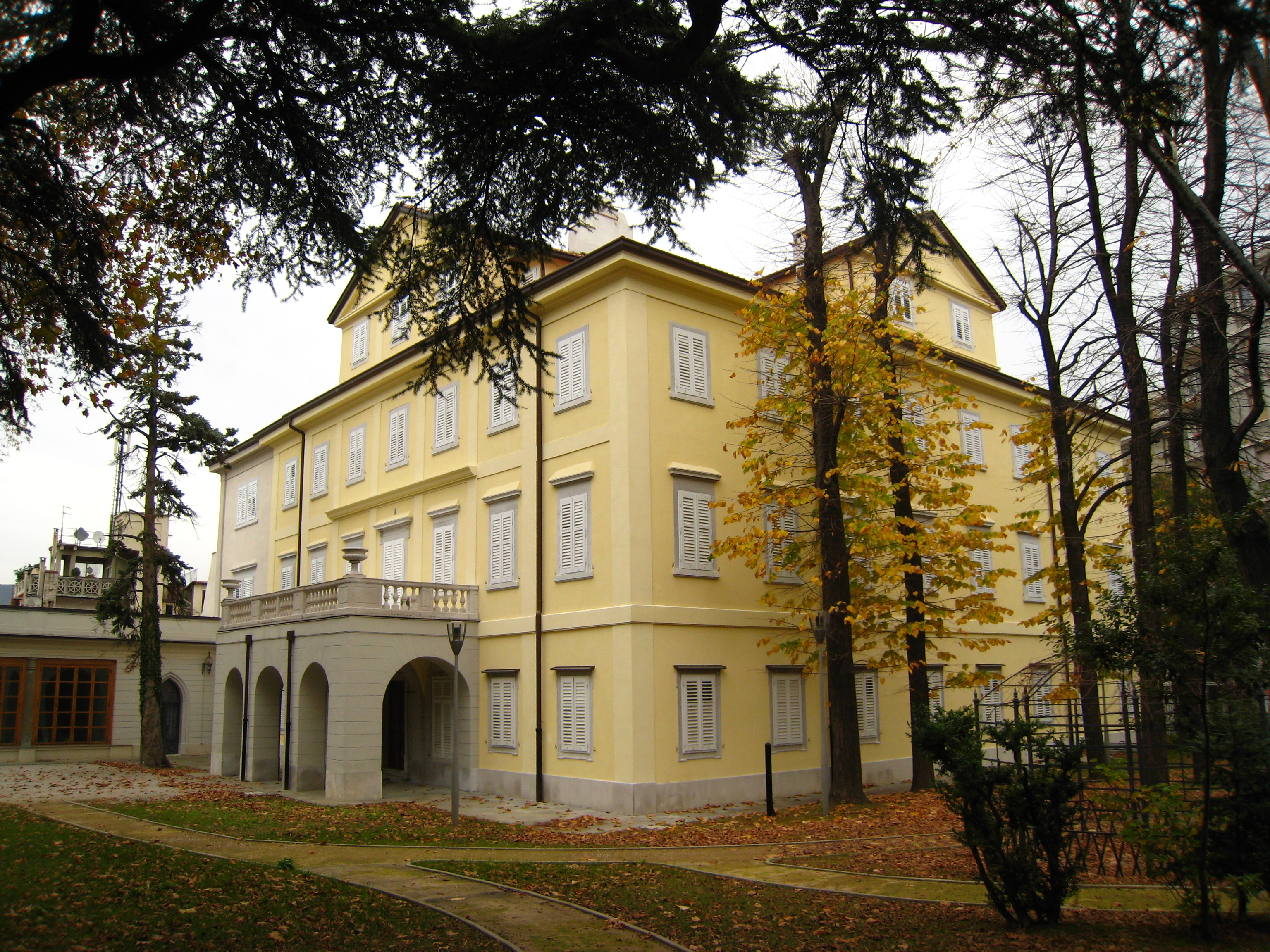
Villa Sartorio

Das Civico Museo Sartorio (Städtisches Museum Sartorio) ist ein Museum in Triest. Es wurde aus dem Nachlass der Familie Sartorio gegründet und umfasst heute neben den originalen Wohnräumen der Familie aus dem 19. Jahrhundert eine umfassende Gemälde-, Skulpturen-, Keramik- und Porzellansammlung. Zu den bedeutendsten Werken des Museums zählen das Triptychon der Heiligen Klara von Paolo Veneziano und vermutlich dessen Sohn Marco aus dem 14. Jahrhundert sowie Gemälde und Zeichnungen von Giovanni Battista Tiepolo und dessen Sohn Giandomenico Tiepolo aus dem 18. Jahrhundert.

## Lage
Das Museum befindet sich in der Villa Sartorio am Largo Papa Giovanni XXIII im Stadtteil Borgo Giuseppino.

## Geschichte

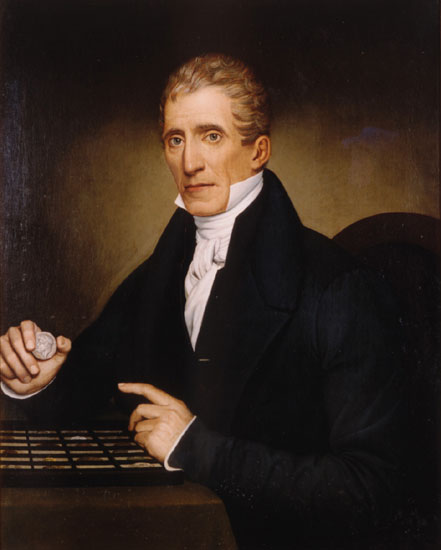
Carlo d'Ottavio Fontana vermachte seinen Nachkommen eine Sammlung von 300 antiken, griechischen Vasen, die er in Zusammenarbeit mit dem deutschen Archäologen Eduard Gerhard aufgebaut hatte und die im heutigen Museum ausgestellt ist.

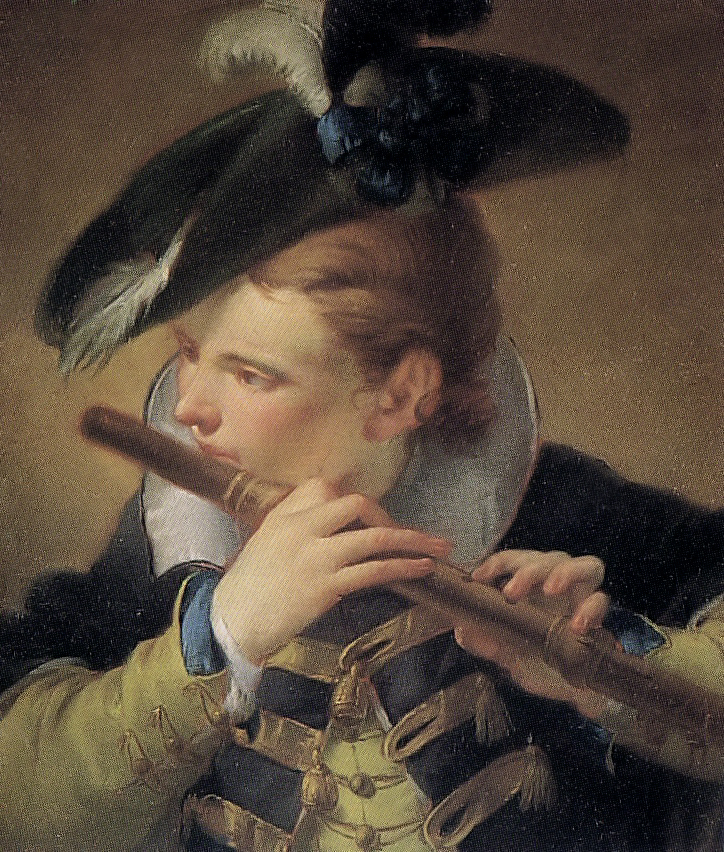
Il pifferaio (Der Pfeiffenspieler) von Giandomenico Tiepolo (1770)

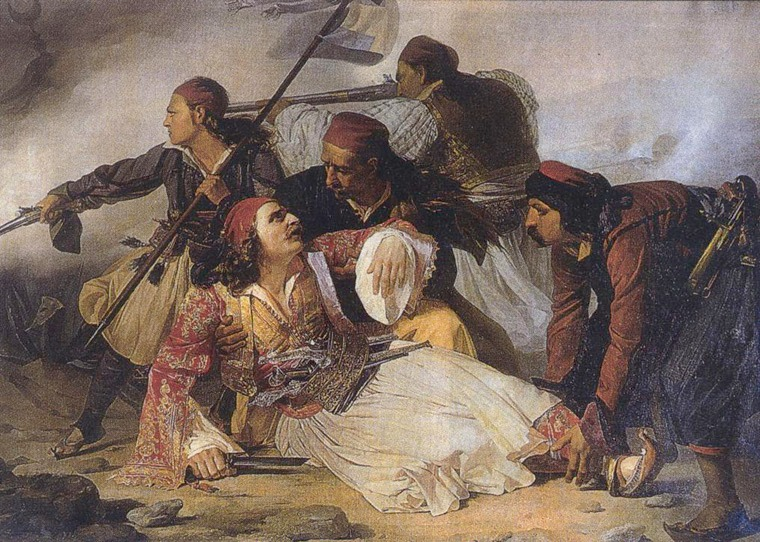
La morte di Marco Botzaris von Ludovico Lipparini

### Baugeschichte
Das Gebiet um die heutige Villa Sartorio befand sich im 17. Jahrhundert außerhalb der Stadtmauer und wurde Borgo Santi Martiri (Vorstadt der Heiligen Märtyrer) genannt. Es war zum Großteil im Besitz von verschiedenen katholischen Orden. 1786 wurde an der Stelle des Borgo Santi Martiri die Città Giuseppina (heute Borgo Giuseppino) gegründet. Man vermutet, dass das Palais 1791 auf den Grundmauern eines Klosters erbaut wurde. Der Grundriss des Gebäudes verweist auf venezianische Vorbilder, insbesondere Palladio. Der Palast wurde mehrmals umgebaut. Sein heutiges, klassizistisches Aussehen erhielt das Bauwerk zwischen 1820 und 1838 von dem Architekten Nicolò Pertsch, dem Sohn von Matteo Pertsch. Während der Umbauarbeiten erwarb der Triestiner Carlo d’Ottavio Fontana (1774–1832) 1832 das Gebäude, das bei seinem Tod seinen drei Kindern überschrieben wurde. 1836 zahlte Fontanas Tochter Giuseppina (1814–1904) ihre beiden Brüder aus und wurde alleinige Besitzerin des Palais’.

### Übergang in den Besitz der Familie Sartorio
Über Giuseppina Fontana, die 1834 Pietro Sartorio (1796–1890) geheiratet hatte, kam die Villa in den Besitz der Familie Sartorio. Nach dem Tod von Giuseppina erbte ihr Sohn Giuseppe Sartorio (1838–1910) das Gebäude, das 1911 in den Besitz seiner Schwester Paolina Sartorio (1837–1923) und der Nichte Anna Sartorio Segrè (1861–1946) überging. 1923 wurde Anna als letzte Angehörige der Familie Sartorio Alleinerbin des Besitzes.

### Während und nach dem Zweiten Weltkrieg
1943 wurde die Villa von deutschen Truppen und anschließend von jugoslawischen Partisanen besetzt. Nach Einzug der alliierten Streitkräfte in Triest 1946 wurde das Erdgeschoss, das zweite Stockwerk sowie ein Teil des Dachstuhls von den US-amerikanischen Truppen als Schule für ca. 150 Kinder von in Triest stationierten amerikanischen Offizieren und als Unterbringungsstätte der Lehrkräfte genutzt.

### Entstehung des Museums
Anna Sartorio Segrè (1861–1946), die Enkelin von Pietro und Giuseppina Sartorio und letzte Angehörige der Familie, vermachte bei ihrem Tod 1946 das Palais, die enthaltene Einrichtung sowie Gemälde, Porzellan und anderen Kunstwerke der Stadt Triest, damit daraus ein Museum werde. Die Inventarisierung des Nachlasses dauerte vom 27. Juni 1946 bis zum 10. Februar 1947 und umfasste unter anderem 350 Gemälde, 189 Drucke, 3.028 Einzelstücke aus Keramik, 8.000 Bücher und 726 Möbelstücke im Gesamtwerk von über 50 Millionen Lire. Mit Ausnahme einiger Exemplare, die dem Neffen und Adoptivsohn von Anna Sartorio Segrè überlassen wurden, gingen alle Einrichtungsgegenstände am 3. Februar 1947 in das Eigentum der Gemeinde Triest über. Das Gebäude wurde erst am 18. Dezember des darauf folgenden Jahres der Stadt überschrieben.
Obwohl das Erdgeschoss, das zweite Stockwerk sowie ein Teil des Dachstuhls weiterhin von den alliierten Streitkräften als Schule genutzt wurde, wurden am 2. September 1949 die ersten fünf Ausstellungssäle im ersten Obergeschoss eröffnet. Auf demselben Stockwerk bewohnte Salvatore Segrè Sartorio, der Witwer von Anna Sartorio Segrè, einige Räume, die allerdings nicht öffentlich zugänglich waren. Nach Segrès Tod im Juni 1949 wurde das Museum auf dessen bisherigen Wohnraum ausgedehnt und somit um einen weiteren Saal erweitert.
Im September 1953 verließen schließlich die alliierten Streitkräfte das Gebäude, das der Öffentlichkeit am 18. März des darauf folgenden Jahres vollständig zugänglich gemacht wurde.

### Erweiterung des Museums
Während Renovierungsarbeiten im Jahr 1966 wurden vier Säle im Erdgeschoss des Gebäudes, die von der Familie Sartorio als Gästezimmer genutzt worden waren, von den Historikern Mario Mirabella Roberti und Bianca Maria Favetta in Ausstellungsräumen umgewandelt, in denen seitdem eine Keramik- und Porzellansammlung aufbewahrt wird. In den darauf folgenden Jahrzehnten wurden weitere Räume für zum Teil wechselnde Ausstellungen umgebaut und das Museum somit kontinuierlich um Sammlungen und einzelne Werke erweitert, die durch Schenkungen in den Besitz der Stadt Triest gelangt sind. Zu den wichtigsten Sammlungen der Stadt Triest, die in den Museumsräumen integriert wurden, zählen:
- Sammlung Rusconi-Opuich mit ca. 2.500 Gemälden, Drucken, Möbeln, Tonwaren und anderen zum Teil antiken Gegenständen (seit 1986)
- Sammlung Stavropulos mit 150 Gemälden und Skulpturen aus dem 19. und 20. Jahrhundert (seit 1994)
- Triptychon der Heiligen Klara von Paolo Veneziano und vermutlich dessen Sohn Marco aus dem 14. Jahrhundert (seit 1996)
- Sammlung Fontana-Sartorio mit Zeichnungen von Giovanni Battista Tiepolo und zahlreichen antiken Gegenständen, unter anderem ca. 300 Tonwaren mit griechischen Motiven (seit 1998)

Bei den letzten Renovierungsarbeiten zwischen 2003 und 2006 wurden unter der Villa Reste eines römischen Hauses aus dem 1. Jahrhundert n. Chr. entdeckt, die in die Ausstellung des Museums integriert wurden.